# Michael Küchmeister
Michael Küchmeister von Sternberg (Szilézia, 1360-1370 körül – Danzig, 1423. december 15.) a Német Lovagrend 28. nagymestere.

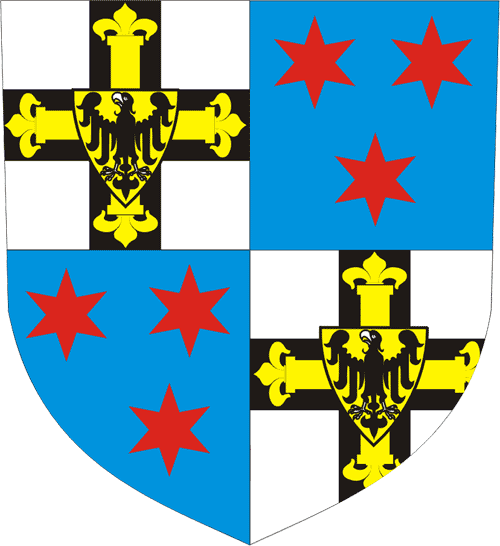
Címere

## Élete
Sziléziából származott. Nem tudni, mikor léphetett be a Német Lovagrendbe, de tagjaként prokurátora volt Rastenburgnak (Kętrzyn) 1396-tól 1402-ig. Ezután 1402-től 1405-ig Königsberg főpásztora volt.
Harcolt az 1409–11-es lengyel–litván–lovagrendi háborúban. A grünwaldi csata és Marienburg ostroma után vagy háromezer sziléziai és cseh zsoldost toborzott össze. Az ősszel megvívott csatában azonban a kétszerte kisebb II. (Jagelló) Ulászló legyőzte őt Crone (ma Koronowo, Lengyelország) mellett.
1413-ban, mikor megbuktatták Heinrich von Plauen nagymestert, őt választották meg a lovagrend élére. 1414-ben háborúba kezdett Lengyelország-Litvánia ellen. Megtámadta Szamogitiát, de VVytautas és Ulászló megvédték azt. Nyolc esztendő múltán kirobbantotta golubi háborúnak is nevezett lengyel-litván-teuton konfliktust. Megint csak vesztett és a lengyelek mélyen benyomultak porosz területekre. Melnóban szeptemberben békét írtak alá, amely az 1411-es toruńit erősítette meg.
Egy évvel később meghalt Danzigban. Síremléke a Malborki várban a Szent Anna kápolnában van.